# 古村敏比古
古村 敏比古（ふるむら としひこ、1957年6月23日 - ）は、東京都出身のサクソフォーン奏者。血液型はB型。

## 来歴
中学・高校時代はベースを弾いていたが、 友人の影響でサックスをプレイしはじめる。明治学院大学に進学しフュージョン系のバンドでプレイしながら織田哲郎らと出会う。 同大学在学中にYAMAHAのコンテスト「EastWest」に出場し、審査員をしていた鳴瀬喜博に誘われ、バックスバニーに参加、レコードデビューもバックスバニーのホーンアレンジとして果たす事になる。
金子マリ＆バックスバニーのサポート、大学時代からの友人である織田哲郎や北島健二らとのユニット「織田哲郎 & 9th IMAGE」などを経て、1982年より浜田省吾の不動のライブメンバーとなる。
その他にも矢沢永吉、中村あゆみ、中島みゆき、竹内まりや、尾崎豊、B'z、L'Arc〜en〜Ciel、CHAGE and ASKA、玉置浩二、吉田美奈子、TUBE、相川七瀬など数えきれないほどのミュージシャンのレコーディングやライブで活躍する。
1991年、アルバム『Gypsy Planet』でソロデビュー。現在までに11枚のアルバムをリリースしている。
1998年には、織田哲郎(Vocal,Guitar)、美久月千晴(Bass)、小田原豊(Drums)とのバンド 「DON'T LOOK BACK」を結成。現在までにシングル5枚、ミニアルバム1枚をリリース。織田とは嘗て織田哲郎 & 9th IMAGEで共に活動していた。
現在はソロ活動の他、古川村、カンフル罪などのユニットで活動。

## 人物
かなりのお酒好き。
プロ野球・東京ヤクルトスワローズのファン。また、大のプロレス好きでもある。
学生の頃に好きだった音楽は、ピンク・フロイド、ジェスロ・タル、レッド・ツェッペリンなどの英国ロック系の洋楽が中心。
サックスを始めたきっかけは、高校時代の友人に誘われてブラスバンド部に入部したこと。それ以前にもジェスロ・タルを聴いていた影響でフルートを演奏していた。また、美術部も掛け持ちしていた。
「吹き語りライブ」と題したソロツアーを行っている。
オフィシャル・ホームページで「ひとりごと」として日記が書かれているが、毎回意味不明な言葉のタイトルが付けられている。

## ディスコグラフィー
フォーライフ時代